# Верблюжина
Верблю́жина, верблю́дина — м'ясо верблюда. 

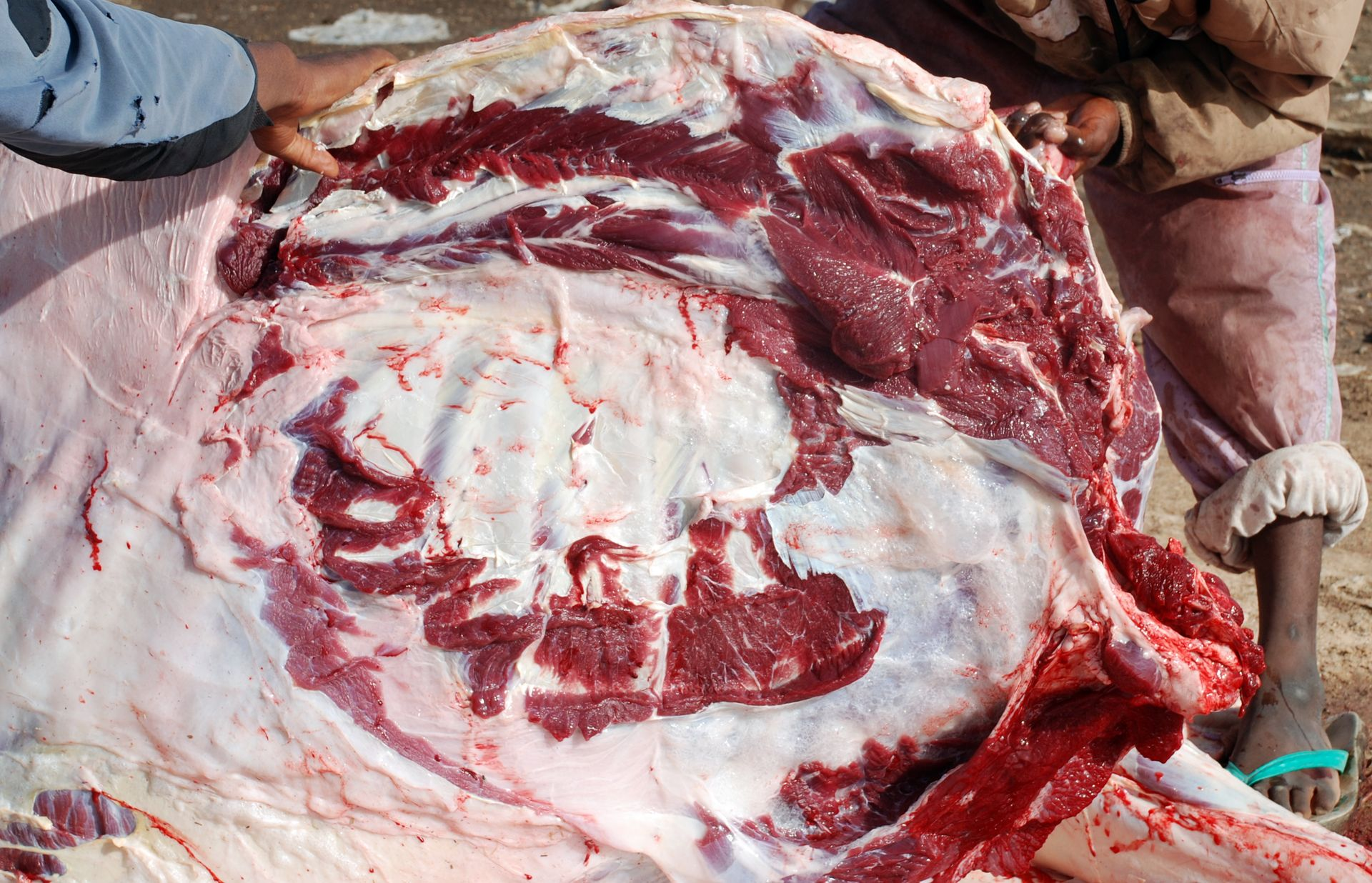
Розділування верблюжого м'яса.

Застосовується в смаженому, вареному і в'ялена вигляді, як правило, в традиційних кухнях кочових народів Північної Африки, Близького Сходу і Середньої Азії.
М'ясо верблюдів є дієтичним через малу кількість жиру і велику легкозасвоюваного білка. Також містить високу кількість аргініну.

## Застосування
- З м'ясом верблюда на Сході готують біляші, шаурму, шашлик, манти, куурдак, гайнатму.
- В Астраханській області з верблюжини виготовляється ковбаса[4].

### Породи м'ясного поголів'я верблюдів
Існують три основних породи верблюдів, які розводять в сільському господарстві: калмицька, монгольська, казахська.
Найбільша чисельність поголів'я припадає на калмицьку породу (до 95% всього поголів'я).

## Цікаві факти
- У Книгу рекордів Гіннеса занесено весільну страву бедуїнів, фаршированого верблюда, запеченого цілком. Страва увійшла в книгу рекордів як найбільша в світі.